# Aimée Delville-Cordier
Aimée Eugénie Delville-Cordier (Paris, 1822 – Paris, 1899) foi uma pintora e escultora francesa.
Ela se especializou em retratos, sendo conhecida por sua delicadeza em capturar figuras femininas e por retratar cenas com um toque de romantismo e detalhismo minucioso, típico das miniaturas. Um de seus trabalhos notáveis é o Autorretrato de 1856, que demonstra sua habilidade com a técnica e seu olhar introspectivo, típico das representações femininas da época.

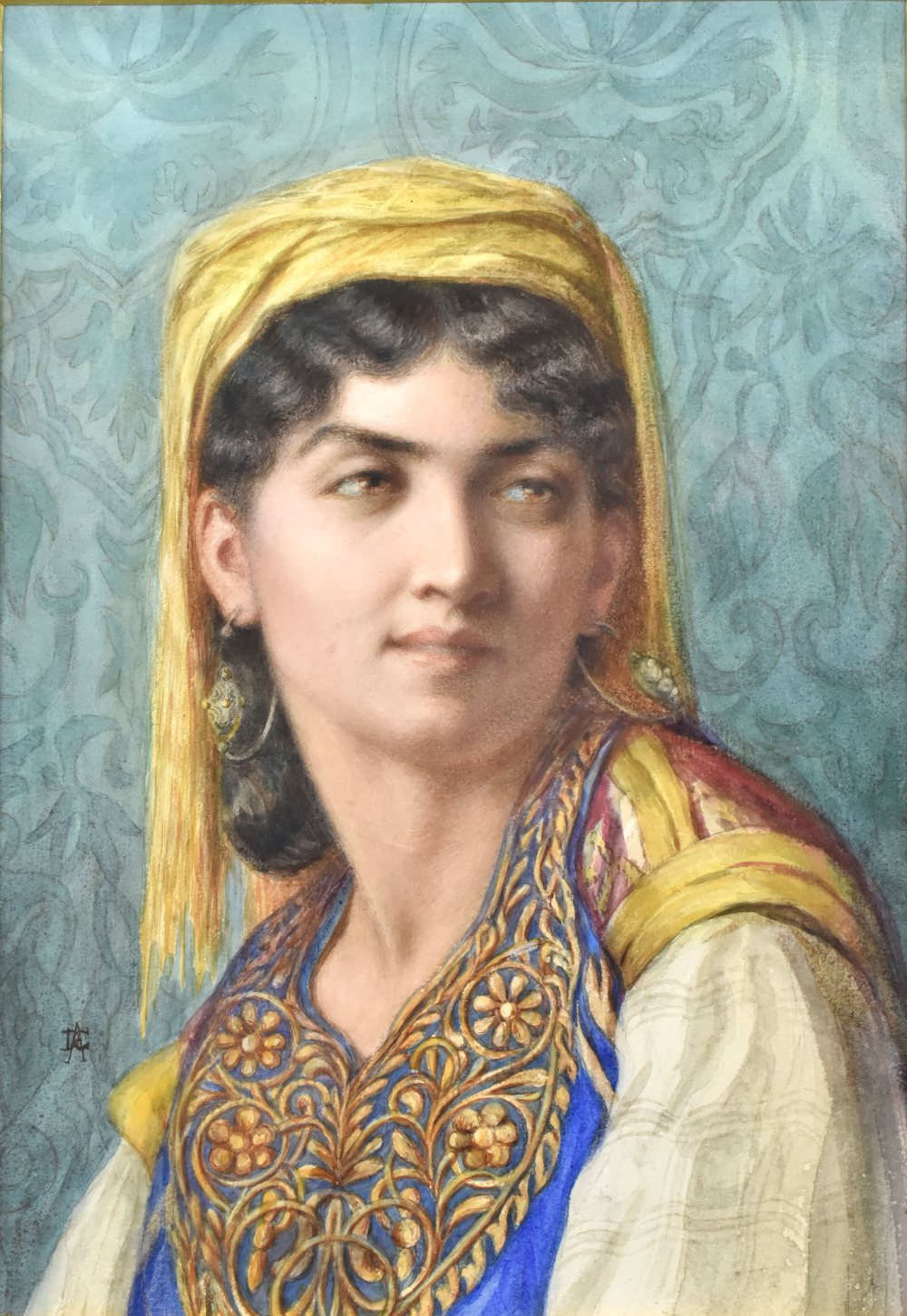
Aimée Delville-Cordier - Portrait of a lady wearing a headdress and floral dress

A artista está relacionada no diretório de personalidades da arte do prestigioso Museu de Orsay.
A artista teve, também, sua obra exposta na Royal Manchester Institution, Exhibition of the Works of Modern Artists, 1876.
Sua presença também é registrada no Salon de 1868, em Paris.
Sobre a obra de Aimée exposta no Salon de 1868, Danaé, escreveu Rauol de Navery:

Danaé de Mademoiselle Delville-Cordier é pintada com grande ousadia. Não possui os toques pontilhados da maioria dos artistas, que indicam mais paciência do que vigor. Amplamente tratada, esta cópia de Ticiano faz muito sucesso.

Apesar do sucesso que a artista teve em sua época, a posteridade, aparentemente, não lhe foi tão benéfica. Talvez pelas razões que historiadoras da arte, atualmente, como a britânica Frances Borzello, acentuam em suas obras. 